# Déclaration des mouvements de main-d'œuvre
La Déclaration des mouvements de main-d'œuvre (ou DMMO) est une déclaration mensuelle obligatoire pour les entreprises de plus de 50 salariés des mouvements de main d'œuvre. Tous les contrats de travail conclus ou rompus au cours du mois précédent doivent être déclarés. Cette déclaration est progressivement remplacée par la Déclaration sociale nominative (DSN) au cours de l'année 2016.
C'est la DARES qui centralise les informations déclarées et publie régulièrement, pour l’ensemble des établissements, par taille et par secteur d’activité, différents indicateurs tels le taux de rotation, le taux de sortie, le taux d’entrée... 